# ファザーズコーポレーション
株式会社ファザーズコーポレーションは、東京都渋谷区宇田川町に所在する日本の芸能事務所。

## 主な所属タレント
2018年5月5日閲覧時点。
- 蛭子能収
- 小日向文世
- 大谷亮介
- 市川右團次_(3代目)（2017年1月市川右近より襲名）
- 栗田芳宏 (演出家)
- 坂本慶介
- 坂田聡
- 田中聡元
- 今里真
- 田中美佐子
- 藤本静
- 柊瑠美
- 土居志央梨
- 智順
- 渡辺えり子[1]（→渡辺えり）
- おかやまはじめ
- 徳井優
- 青山美郷
- 富岡晃一郎
- 瓜生和成
- 名村辰
- 松本哲也

## 過去の所属タレント
- 山川未央[2]
- 田中みのり[3]
- 大地康雄[4]
- 梅沢レナ[5]（旧芸名：梅澤レナ[6]）
- 六平直政[7]
- 日下由美[8]
- 斎藤歩[1]
- 杉作J太郎[1]
- 有山尚宏[1]
- 柄本時生[1]
- 吉田日出子[1]
- 渡辺真起子[1]
- 草刈民代[9]
- ちはる
- 左時枝
- 神戸浩